# Shoshana Arbeli-Almozlino
Shoshana Arbeli-Almozlino (em hebraico:  שושנה ארבלי-אלמוזלינו) é uma política israelense de origem iraquiana (Mosul, 26 de Janeiro de 1926). Foi membro do Partido Trabalhista de Israel e ministra da Saúde.
Entre 1952 e 1957 trabalhou como coordenadora do departamento da mulher do Escritório do Trabalho Ramat Gan, tendo trabalhado depois como coordenadora da seção juvenil de 1957 a 1959.